# Храм Сергия Радонежского (Векшняй)
Храм Преподобного Сергия Радонежского (лит. Viekšnių Šv. Sergejaus Radonežiečio cerkvė) — приходской православный храм в городе Векшняй в Литве. Входит в состав Клайпедского благочиния Виленской и Литовской епархии Русской православной церкви.

## История
В 1867 году была открыта православная церковь в жилом доме в городе Векшняй (на средства ковенского Никольского Братства). Потом началось строительство церкви под присмотром священника Василия Круковского. 20 июля 1875 года каменный храм освятили. Власти передали храму мельницу и 5 га земли.
В 1937 году в приходе насчитывалось 1297 верующих. Храм пострадал во время Второй мировой войны в 1944 году. Церковь была отстроена и вновь освящена в 1947 году.